# Mustalampi (sjö i Finland, Lappland, lat 66,50, long 26,57)
Mustalampi är en sjö i Finland. Den ligger i kommunen Rovaniemi i landskapet Lappland, i den norra delen av landet, 700 km norr om huvudstaden Helsingfors. Mustalampi ligger 168,2 meter över havet. Den är 2,7 meter djup. Arean är 53,3 hektar och strandlinjen är 3,72 kilometer lång. Sjön  ingår i Kemi älvs huvudavrinningsområde. 